# Moʻunu (Tongatapu)
Moʻunu (auch: Mounu) ist eine kleine Insel im Zentrum von Tongatapu im Pazifik. Sie gehört politisch zum Königreich Tonga.

## Geografie
Das Motu liegt im Zentrum des Archipels in der zentralen Lagune Fanga’uta Lagoon. Die Insel liegt vor der Westküste von Hoi und gegenüber der Halbinsel Tungi Estate.
Eine gleichnamige Insel gibt es im Archipel Vavaʻu und ein Riff Mounu (⊙) liegt direkt vor der Küste von Nukuʻalofa.

## Klima
Das Klima ist tropisch heiß, wird jedoch von ständig wehenden Winden gemäßigt. Ebenso wie die anderen Inseln der Tongatapu-Gruppe wird Moʻunu gelegentlich von Zyklonen heimgesucht.